# CP System III
Capcom Play System 3(официальное сокращение CPS-3, яп. CPシステムIII сипи сисутэму сури) — аркадная система, разработанная и представленная Capcom в 1996 году вместе с игрой Warzard (известна вне Японии как Red Earth).

## Общее описание
CPS-3 была последней аркадной системой, разработанной Capcom. В системе использовалась следующий механизм защиты от нарушения авторского права: игры поставлялись на CD с зашифрованным игровым контентом, и особый картридж, содержащий BIOS игры и центральный процессор SH-2 с интегрированной системой логической расшифровки и игровым ключом, хранившимся в плате памяти SRAM. При первом запуске машины, содержимое CD передается в память SIMM на материнской плате, где содержимое и воспроизводится. Картридж безопасности весьма чувствителен к любым фальсификациям, так как ключ расшифровки мог стереться, и соответственно, картридж становился бесполезен.
Игры становились неиграбельными, когда батарея, расположенная в картридже безопасности, прекращала работать, и потому для дальнейшей работы требовалось менять её. Также, CPS-3 могла поддерживать только более сложную 2D-графику, что было одновременно и достоинством, и недостатком системы, в то время как многие другие аркадные системы (в частности, от Sega и Namco) уже использовали средства воспроизведения трёхмерной графики.

## Характеристики
- Основной процессор: Hitachi HD6417099 (SH-2) на частоте 25 MHz
- Устройства хранения данных:
  - SCSI CD-ROM
  - RAM
  - Flash ROM: 8 × 16 MiB
- Звуковой чип: 16-канальный 8-битный стерео семплер
- Максимальное количество цветов: 32768 (15-битный цвет, 555 RGB)
  - Палитра: 131072 цветов
  - Количество цветов на тайл (фон / спрайты): 64 (6 бит на пиксель) или 256 (8 бит на пиксель)
  - Количество цветов на тайл (текстовый оверлей): 16 (4 бита на пиксель)
- Максимальное количество объектов: 1024, с поддержкой масштабирования на уровне железа
- Количество слоёв прокрутки: 4 основных + 1 текстовый слой
- Возможности прокрутки: горизонтальная и вертикальная прокрутка, линейная прокрутка, линейное увеличение
- Аппаратное масштабирование кадрового буфера
- Эффекты смешивания цветов
- Аппаратная декомпрессия 6- и 8-битной графики по алгоритму RLE с использованием DMA
- Разрешение, пикселей: 384×224 (стандартный режим) / 496×224 (широкоформатный режим)
- Количество известных игр для данной платформы: 6

## Список игр
| Дата релиза | Разработчик | Английское название                                 | Японское название                                                          | Жанр    |
| ----------- | ----------- | --------------------------------------------------- | -------------------------------------------------------------------------- | ------- |
| 1999-09-13  | Capcom      | JoJo’s Bizarre Adventure                            | JoJo no Kimyouna Bouken Miraie no Isan (ジョジョの奇妙な冒険 未来への遺産) | Файтинг |
| 1998-12-02  | Capcom      | JoJo’s Venture                                      | JoJo no Kimyouna Bouken (ジョジョの奇妙な冒険)                             | Файтинг |
| 1996-11-21  | Capcom      | Red Earth                                           | Warzard (ウォーザード)                                                     | Файтинг |
| 1997-02-04  | Capcom      | Street Fighter III: New Generation                  | Street Fighter III (ストリートファイターIII)                               | Файтинг |
| 1997-09-30  | Capcom      | Street Fighter III 2nd Impact: Giant Attack         | Street Fighter III 2nd Impact (ストリートファイターIII 2nd Impact)         | Файтинг |
| 1999-05-12  | Capcom      | Street Fighter III 3rd Strike: Fight for the Future | Street Fighter III 3rd Strike (ストリートファイターIII 3rd Strike)         | Файтинг |